# Rover 200
El Rover 200, més tard conegut com a Rover 25, era una gama d'automòbils del segment C produïts entre els anys 1984 i 2005 pel grup Rover i comercialitzats per la marca Rover, tots dues d'Anglaterra.
Durant els seus anys de producció, van haver-hi tres generacions distintes de la sèrie 200. La primera generació era un automòbil amb carrosseria sedan de quatre portes derivat del Honda Ballade. La segona generació del 200 estava disponible en carrosseria hatchback de tres i cinc portes, així com en coupé i cabriolet, aquesta última amb poques unitats produïdes. El seu model bessó, el Honda Concerto, es produïa a la mateixa línia de muntatge que el 200, a la planta de Longbridge de Rover, a Birmingham. La tercera i darrera generació fou desenvolupada independentment per Rover sobre la base de la segona generació i estava disponible en carrosseria hatchback de tres o cinc portes. Poc abans de la venda de Rover per part de BMW l'any 2000 i després d'un redisseny estètic, el model passà a anomenar-se Rover 25. La tercera generació va vore dos models del grup MG Rover derivats del 200/25: el Rover Streetwise i el MG ZR. La producció del model va arribar a la seua fi l'any 2005, quan MG Rover va entrar en administració judicial.